# Mehmet Scholl
Mehmet Tobias Scholl (født Mehmet Tobias Yüksel 16. oktober 1970 i Karlsruhe, Vesttyskland) er en pensioneret tysk fodboldspiller af tyrkisk afstamning, der spillede for klubberne Karlsruher SC og Bayern München. Bedst kendt er han for sit ikke mindre end 15 sæsoner lange ophold i Bayern München, hvor han vandt hele otte tyske mesterskaber, fem DFB-Pokaltitler, UEFA Cuppen i 1996 samt Champions League og Intercontinental Cup i 2001. Han var også med til at blive europamester med det tyske landshold ved EM i 1996 i England.

## Landshold
Scholl nåede gennem karrieren at spille 36 kampe og score otte mål for Tysklands landshold, som han repræsenterede mellem 1995 og 2002. Han var en del af den tyske trup der vandt guld ved EM i 1996 i England, og deltog også efterfølgende ved Confederations Cup i 1999 og EM i 2000 i Belgien og Holland.

## Titler
Bundesligaen
- 1994, 1997, 1999, 2000, 2001, 2003, 2005 og 2006 med Bayern München

DFB-Pokal
- 1998, 2000, 2003, 2005 og 2006 med Bayern München

UEFA Cup
- 1996 med Bayern München

Champions League
- 2001 med Bayern München

Intercontinental Cup
- 2001 med Bayern München

EM
- 1996 med Tyskland